# Brongerga
Brongerga (Fries: Brongergea) is een buurtschap in de gemeente Heerenveen, in de Nederlandse provincie Friesland. Het ligt in het Parkgebied Oranjewoud, ten oosten van het dorp Oranjewoud. Het valt ook formeel onder Oranjewoud.
Brongerga was een kleine boerengemeenschap die was ontstaan in de 11e of 12e eeuw. Deze groeide uit tot een groot kerkdorp (14e - 17e eeuw). Het gebied van het dorp strekte zich uit van het hoogveen van De Knipe aan de Schoterlandse Compagnonsvaart tot aan de rivier de Tjonger.
Op het grondgebied van het dorp ontstonden diverse nieuwe kernen. De eerste kern was bij een dam, deze werd Mildam genoemd en werd voor het eerst vermeld in 1523. Een andere kern die ontstond werd Nieuw Brongerga genoemd. Deze kern is later De Knipe geworden. De nieuwe kernen groeiden en het belang van Brongerga nam vanaf de 16e eeuw af. Het dorpsgebied slonk ook om uiteindelijk een gehucht te worden. Met de opkomst van Oranjewoud werd het een buurtschap met maar een kleine kern van bewoning.
Door de buurtschap Brongerga loopt de weg Marijkemuoiwei. Er staan een aantal woningen en boerderijen. In 2004 kreeg het eigen witte plaatsnaamborden. Op de begraafplaats staat een van de klokkenstoelen in Friesland en er bevinden zich de grafkelders van de families van Limburg Stirum en De Blocq van Scheltinga.
Ook is hier het fietspad De Fuotpaden waar zich een grondwatermeter bevindt en staat er in de buurt op de 'Berg van Brongerga' de Belvédère, vanwaar men een uitzicht heeft over Brongerga en verre omgeving.

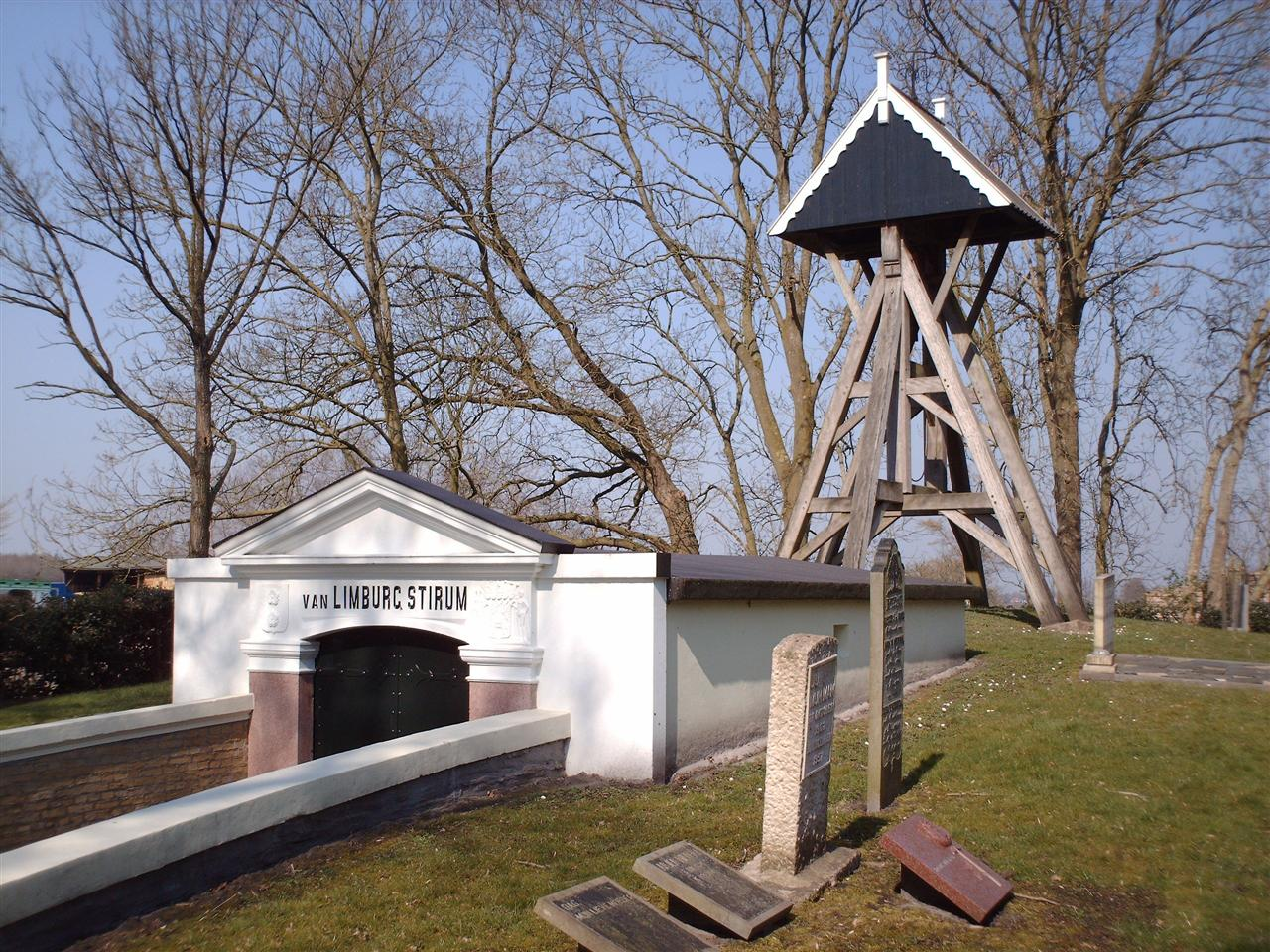
Begraafplaats met klokkenstoel
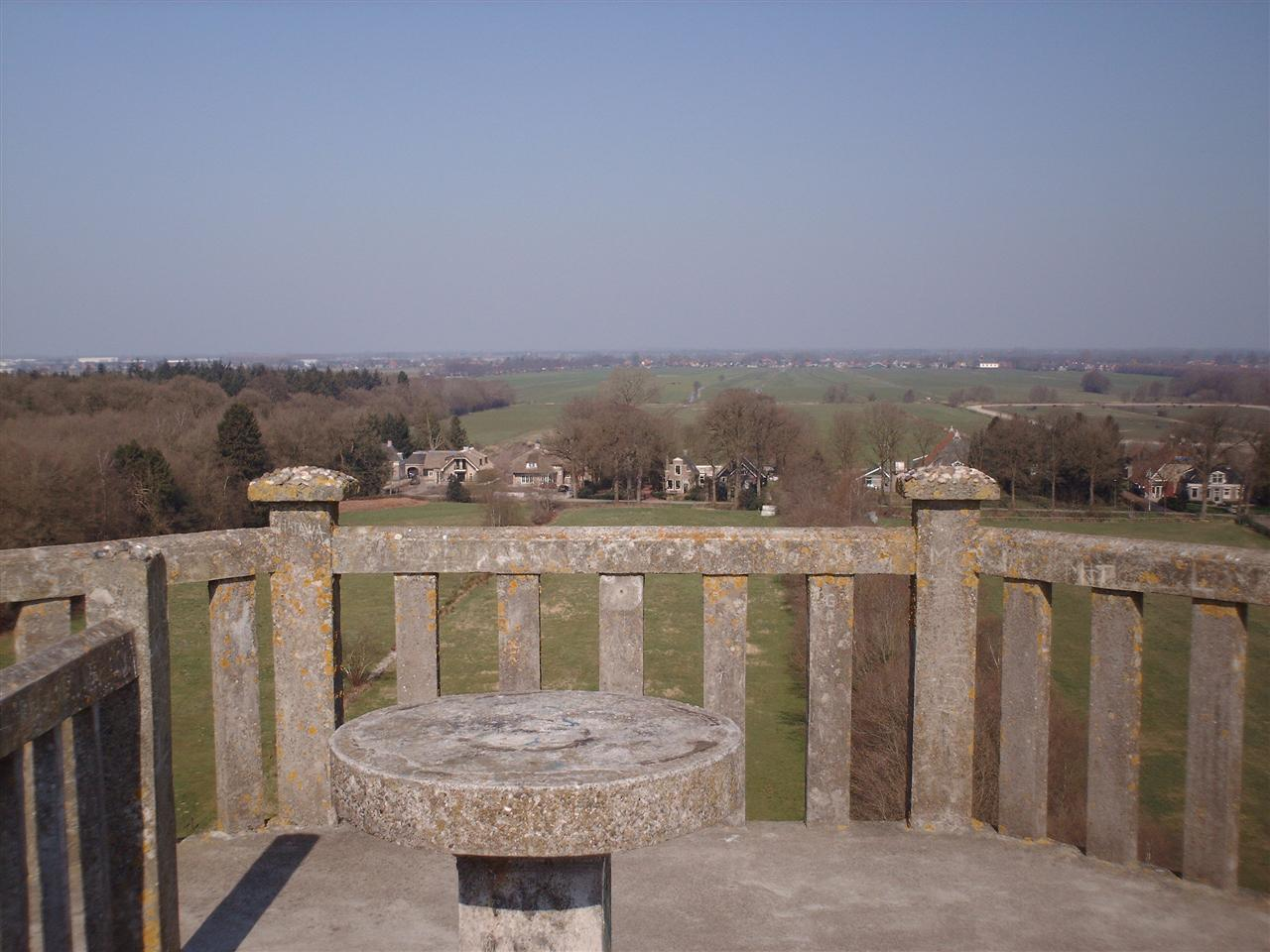
Uitzicht vanaf de Belvedère (2007)

Dorpen: Akkrum · Bontebok · De Knipe · Gersloot · Gersloot-Polder · Haskerdijken · Heerenveen · Hoornsterzwaag · Jubbega · Katlijk · Luinjeberd · Mildam · Nes · Nieuwebrug · Nieuwehorne · Nieuweschoot · Oldeboorn · Oranjewoud · Oudehorne · Oudeschoot · Terband · Tjalleberd

Buurtschappen: Anneburen · Birstum · Brongerga · Henshuizen · Meskenwier · Oosterboorn · Oude Schouw (deels) · Pean · Poppenhuizen · Schurega · Sorremorre · Spitsendijk · Sythuizen · Warniahuizen · Welgelegen (deels)

Friesland: Steden en dorpen      Nederland: Provincies · Gemeenten